# Antony Thouret
Pour les articles homonymes, voir Thouret.
Antony Thouret, né le 15 juillet 1807 à Tarragone, mort le 6 octobre 1871 à Bouvignies, est un avocat, écrivain et homme politique français du XIXe siècle.

## Biographie

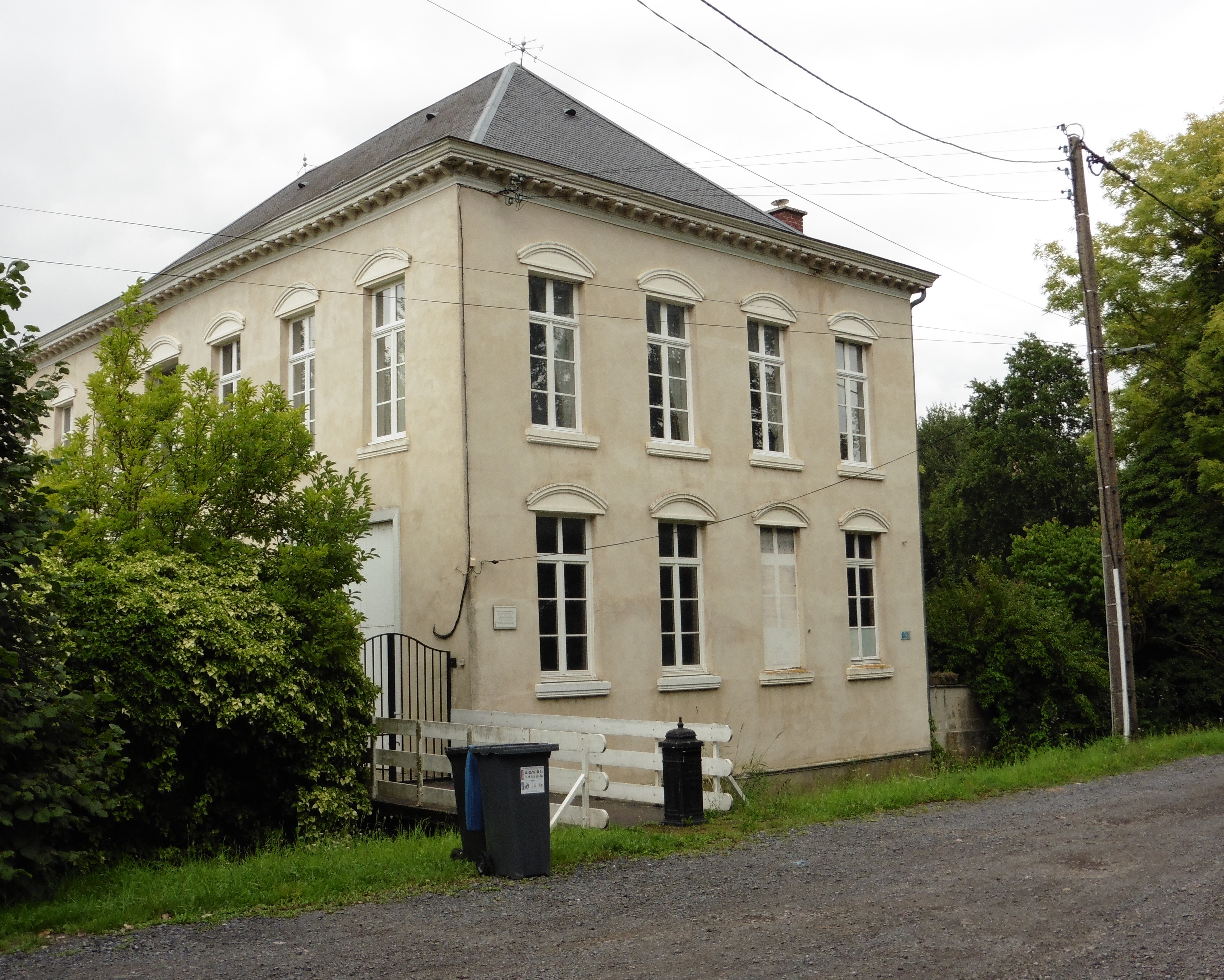
Bouvignies la maison d'Anthony Touret (2).

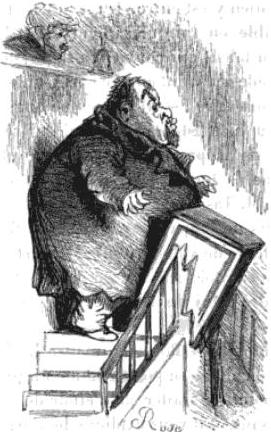
Caricature de Thouret à la tribune de l'Assemblée nationale constituante, par Cham.

Né en Espagne, où ses parents habitaient sous le règne de Joseph Bonaparte, Vincent-François-Ferrare-Antony Thouret a grandi à Douai avant d'aller étudier le droit à Paris et de devenir avocat. Il se maria en 1825, à l'âge de 18 ans. Dès 1828, il délaissa le droit pour devenir écrivain et journaliste politique.
Après les Trois Glorieuses, il fut chargé par les patriotes de la ville de Douai d'apporter des canons à Paris pour lutter contre les troupes de Charles X. Ayant pris part quelques jours plus tard à une expédition contre les légitimistes retranchés à Rambouillet, il faillit être tué à Coignières par un homme ivre armé.
Opposant républicain à la monarchie de Juillet, membre-fondateur et président de la Société des amis du peuple, fondateur du journal La Révolution de 1830 puis collaborateur du journal « radical » La Réforme, il fut victime de plusieurs condamnations en raison de son engagement politique. Pendant son incarcération (il passa vingt-huis mois à Sainte-Pélagie, puis à La Force et à la prison Saint-Waast de Douai), il écrivit des romans et des drames tels que Toussaint le mulâtre (1834) et Blanche de Saint-Simon (1835).
Après la révolution de 1848, il fut nommé commissaire de la République dans le département du Nord par Ledru-Rollin. Au mois de juin, lors d'un scrutin complémentaire, les citoyens du même département l'élirent représentant du peuple (député).
A l'Assemblée constituante, il vota généralement avec les républicains modérés, regroupés derrière le général Cavaignac depuis les journées de Juin. Thouret se fit surtout remarquer à l'automne, quand le dispositif constitutionnel et légal de l'élection d'un président de la République fut voté. Lors de la séance du 9 octobre, il proposa en effet d'étendre aux Bonaparte l'inéligibilité touchant déjà les membres des autres dynasties déchues. Cette mesure opportuniste visait essentiellement son collègue Louis-Napoléon Bonaparte, dont la candidature à la présidence concurrençait celle de Cavaignac. Finalement, Bonaparte répliqua avec tant de gaucherie que Thouret préféra retirer sa proposition, estimant que le prétendant bonapartiste s'était suffisamment discrédité. Or, Bonaparte fut tout de même élu.
Réélu à l'Assemblée législative en 1849, Thouret prit place parmi la minorité républicaine et vota avec elle contre la politique conservatrice, voire réactionnaire, du Parti de l'Ordre. Opposé aux projets du président, il dut s'exiler quelque temps en Suisse après le Coup d'État du 2 décembre 1851.
Antony Thouret a souvent été la cible de moqueries en raison de son obésité, qui avait nécessité la mise en place d'un siège spécial à l'Assemblée. Victor Hugo ne fut pas le dernier à s'amuser de la particularité physique de son collègue : « Hier [6 août 1848] Anthony Thouret qui est énorme et Louis Blanc qui est microscopique se sont retrouvés ensemble à la tribune et s'y sont un moment disputés. La salle a éclaté de rire de l'antithèse. J'entendais une femme dire en sortant : "Il n'y a qu'une chose qui m'ait amusée, c'est la rencontre de l'hippopotame et du pierrot" ».